# أنجيلا جونز
أنجيلا جونز (بالإنجليزية: Angela Jones)‏ مواليد 23 ديسمبر 1968 في بنسيلفانيا، الولايات المتحدة، هي ممثلة أمريكية.

## وصلات خارجية
- أنجيلا جونز على موقع IMDb (الإنجليزية)
- أنجيلا جونز على موقع ألو سيني (الفرنسية)
- أنجيلا جونز على موقع أول موفي (الإنجليزية)
- أنجيلا جونز على موقع قاعدة بيانات الأفلام السويدية (السويدية)
- أنجيلا جونز على موقع قاعدة بيانات الفيلم (الإنجليزية)
- أنجيلا جونز على موقع كينوبويسك (الروسية)
- أنجيلا جونز على موقع كينوبويسك (الروسية)